# فقوعة
فقوعة  قرية من قرى الضفة الغربية وتتبع محافظة جنين، ومن القرى التي وقعت في حرب 1967. وأثناء حرب 1948 كان يتواجد فيها الجيش السوري والجيش العراقي. كما وكان فيها نقطة حماية للجيش الأردني.
بفتح أوله وضم ثانيه مع التشديد، ثم وأو، وفتح رابعة، وفي آخرة تاء مربوطة. هناك أكثر من رأي حول سبب تسمية القرية، فهناك من يرى أن سبب التسمية يرجع إلى موقع القرية القريب من خربة «فقيقعه»، والتي ما زال بعض آثارها ماثله حتى اليوم بأبنية ذات حجارة كبيرة وكهوف منتشرة بالإضافة إلى شجيرات الصبار المنتشرة فيها، وهناك من يرى أن سبب التسمية جاء من كثرة وجود نبات الفطر «الفقع» فيها، حيث يلاحظ وجوده بكميات كبيرة.
أما الرأي الآخر وهو الأرجح فان سبب التسمية جاء من كثرة فقاقيع المياه فيها، وذلك نابع من كثرة الينابيع وعيون الماء الموجودة في أراضي القرية وهي الجوسق، المدوع، الساخنة «السخنة», العاصي، جماعين، الفوار والعين وغيرها.ومن الجدير بالذكر ان مصطلح الجلبوع في اللغة العبرية يعني عين الماء المتفجرة والمغلية والمتدفقة. وهو يشبه المعنى الحرفي لاسم القرية، وهناك الراي الارجح ان تسميتها يعود لقرية فقوع في الكرك وتقطنه قبيلة بني حميدة أو الحمايدة، هذا الراي هو الارجح لان إحدى عشائر بني حميدة تسمى جماعين وهناك جبل في قرية مليح ويسمى العاصي ومنطقة أخرى تسمى السخنة في البحر الميت تتبع لحدود القبيلة التي كانت تقطن قرية فقوع.

## الموقع

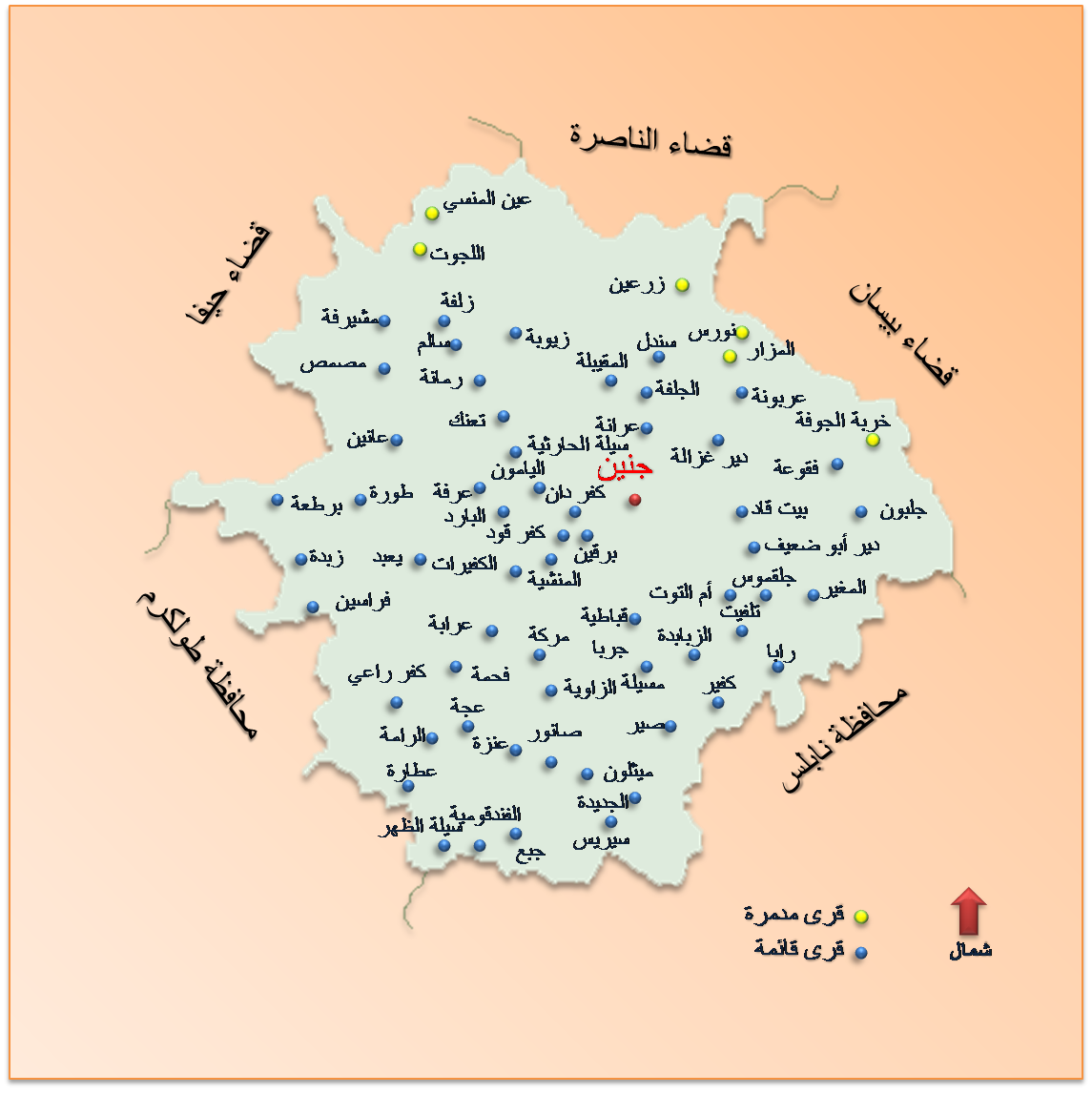
خارطة تبين محافظة جنين وقراها

تقع فقوعة إلى الشمال الشرقي من مدينة جنين على بعد 11 كم في منطقة جبلية تسمى منطقة جبال جلبوع (جبال فقوعة)، وتتوسط القرية المسافة بين مدينة جنين في الجنوب الغربي ومدينة بيسان إلى الشرق والتي تبعد عنها 8 كم.
وتعتبر القرية ذات موقع متميز حيث أنها تعتبر حلقة وصل بين غور الأردن شرقا ومرج بن عامر غربا،
كما أنه ومن القرية يمكن مشاهدة جبل الكرمل غربا، كما يمكن مشاهدة جبال عجلون وقلعة صلاح الدين الايوبي في اعالي جبال عجلون شرقا، هذا وبالإضافة إلى قمة جبل الشيخ وجبل الطور وجبال الجليل في الناصرة.
ويحيط بالقرية من الجنوب قرية جلبون ومن الغرب قرى بيت قاد، المشروع، ومن الشرق غور الأردن ويحيط مل نم دير غزالة والجلمة، مقيبلة والمزار بأراضي القرية.
تقع إلى الشمال الشرقي من محافظة جنين، وتبعد عنها 12 كم، وترتفع 420 م عن سطح البحر، وتقع على خطوط الهدنة الشمالية حيث كان حد الهدنة لا يبعد عن القرية من جهة الشرق بأكثر من (100) متر. وبعد حرب 1948 استولى الصهاينة على معظم أراضيها، وانسلخت عنها معظم أراضيها. تبلغ مساحة أراضيها (10100) دونما يحيط بها أراضي قرى جلبون، وبيت قاد، ودير غزالة، وعربونة، والمزار. وقدر عدد سكانها في عام 1922 (553) نسمة وعام 1945 (880) نسمة، وعام 1967 حوالي (1100) نسمة وعام 1987 حوالي (1800) نسمة وفي عام 1997 بلغوا (2604) نسمة وفي سنة 2007 بلغوا (3588) نسمة. تحتوي فقوعة على آثار محلة قديمة ومدافن وصهاريج منقورة في الصخر ويقع إلى جوارها مجموعة من الخرب التي تضم مواقع أثرية. لقد احتل اليهود القرية عام 1948 نسفوا خلالها مباني القرية، وبعد
انتهاء الهدنة الأولى تمكن سكانها والقرى المجاورة من إخراج الصهاينة منها ومن عرانة والجلمة وصندلة والمقيبلة وعربون ودير غزالة.
ومن من المستعمرات الموجودة حول فقوعة: ملك يشوع والتي ضمت سلطات الاحتلال جزءا من أراضيها التي انشئت عام 1967, وميراف بالإضافة إلى الجلبوع.

## الأمثال الشعبية الفلسطينية
تنتشر على ألسنة الشعب الفلسطيني بعض الامثال، عن قرية فقوعة ومنها: (فش أوسع من شوارع فقوعة) و(القمر ميل على فقوعة) ولبعدها الشديد وموقعها في شمال الضفة: (وين رايح... «ع فقوعة!»)

## لمحة تاريخية عن القرية
فقوعة هي قرية فلسطينية قديمة وعريقة تقع في الجزء الشمالي الشرقي من الضفة الغربية، حيث يعود تاريخها إلى العهد الكنعاني، أي أكثر من أربعة آلاف سنة وذلك استدلالاً بالكهوف والمغر الموجودة فيها، حيث يلاحظ كثرة الكهوف والمقابر والآبار القديمة ووجود معصرة زيتون والخروب والعنب في حبالها.
لقد وقعت في جبال فقوعة معركة بين العبرانيين بقيادة شاؤول وبين الفلسطينيين بقيادة جالوت وقد هزم العبرانيون في المعركة وكما أن معركة عين جالوت قد وقعت في أراضي القرية التي انتصر فيها المسلمون على التتار، وبناء على ذلك منع التتار من التقدم باتجاه مصر، هذا بالإضافة إلى أن السيد المسيح قد مر بها حيث كان الحجاج ذاهبون سيرا على الأقدام في بداية الألفية.
لقد شارك أهل القرية في جميع الثورات التي قامت في فلسطين ضد الانتداب البريطاني والاحتلال الصهيوني، فقد كانت جبالها للثوار حيث انطلقت شرارة ثورة عز الدين القسام والشيخ فرحان السعدي، فبالقرب من إحدى عيون الماء الدافقة بين جبالها أطلقت النار على دورية للجيش الإنجليزي كانت تمر بالقرب من مخبأ الثوار حيث قامت الدورية بالاعتداء على أحد الرعاة بالضرب مما دفع الثوار لإطلاق النار وقتل جندي إنجليزي لتبدأ بعدها المطاردة. كذلك بها ضريح سرحان العلي أحد قادة ثورة 1936 الذي استشهد بأحد جبال القرية.
لقد هاجم اليهود القرية عام 1948 بعد اتفاقية الهدنة الثانية، وكان الهجوم من جهة الغرب، ولم يكن في القرية سوى الأطفال والنساء والشيوخ الذين فروا من منازلهم إلى القرى المجاورة، وقد قام اليهود بحرق وهدم بيوت القرية جميعها ودمروا المدرسة والمسجد أيضا خوفا من عودة أهل القرية إليها ومكثت القوات الإسرائيلية 40 يوم وكعادة أهل البلاد في ذلك الوقت فقد كانوا يهبون لنجدة بعضهم البعض فيخرج المقاتلين من القرى المجاورة (منطقة جنين). وقد تم تحرير البلدة على ايدي اهالي عرابة بقيادة توفيق مطلق بدوي عساف (أبو مشهور) الذين دخلوها قبل انتهاء الهدنة صباح اليوم الثاني من رمضان عام 1948م حيث جرت معارك شوارع وتم طرد اليهود منها وتحريرها قبل وصول باقي المجاهدين من القرى المجاورة وبدون تدخل من الجيش العراقي وأقام الجيش العراقي فيها معسكرا وقد سقط في المعركة تسعة شهداء وتكبد الاحتلال خسائر مادية جسيمة وقد غنم المقاتلون أسلحة ومعدات كثيرة.

## فقوعي يا صبر

الصبر الفقوعي

ذلك الصبار الأخضر اللون، الحلو المذاق. وهو أيضا يمتاز بأنه طبيعي 100%.
الصبار نبتة صحراوية تمتاز بأشواكها الناعمة، وتنمو في منطقة جبلية قرب القرية. تسمى ثمرة الصبار كوزاً. تنضج الثمرة في فصل الصيف.

## سوسن فقوعة
زهرة فلسطينية نادرة على مستوى العالم، ولا تنمو الا في تلك المنطقة.
تتميز بلونها البنفسجي القاتم وهو اللون السائد، وهناك لونان نادران هما الأبيض والأصفر،
كما تمتاز بكبر حجم بتلاته الزهرية.
تنمو الزهرة وتتفتح في شهر نيسان (فصل الربيع).
اذهب إلى سوسن فقوعة.

## مدارس القرية
يوجد في القرية اربع مدارس هي مدرسة فقوعة الثانوية للبنيين ومدرسة فقوعة الثانوية للبنات وفقوعة الأساسية للبنين وفقوعة الأساسية للبنات.

### مدرسة فقوعة الثانوية للبنيين
تأسست في عام 1944 وتقع في الجهة الغربية من القرية وكانت تتكون من غرفتين وساحة وحديقة.
والان فيها هيئة تدريسية تتكون من 26 مدرس. كما وتحتوي المدرسة على حديقة وساحة وملاعب ووحدات صحية. ومركز للحاسوب ومقصف., وتم بناء مدرسه ثانوية جديدة في منطقة وادي البلاطة بجانب مدرسة البنات تحتوي على غرف صفية ممتازة. وملعب، وساحة، ومكتبة، وغرفة حاسوب، ومختبر علوم، ومديرها الآن عبد الكريم أبو فرحة (أبوهمام) ونائب المدير علي حمدان.

### مدرسة فقوعة الثانوية للبنات
بنيت أول مدرسة للبنات في القرية عام 1962.
في المدرسة مختبر، ومكتبة، ومركز للحاسوب، وملاعب وساحة، وحدات صحية، ومقصف وفي المدرسة 20 شعبة دراسية وهيئة تدريسية من 30 معلمه، ومديرتها الحالية (حسب صفحة المدرسة على فيسبوك) هي أماني أبو عواد.

## مساجد القرية
يوجد في قرية فقوعة الآن أربع مساجد تختلف في موقعها.مسجد أبو بكر الصديق، ومسجد عمر بن الخطاب، ومسجد أسامة بن زيد. والسمجد الشرقي القديم.
اذهب إلى مساجد فقوعة

## أهم الآثار في القرية

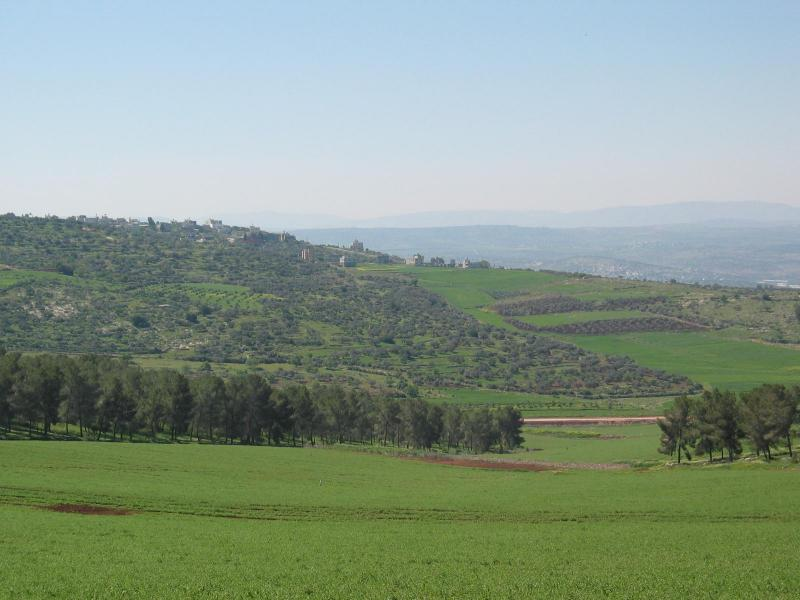
فقوعة

سبق وأشرنا إلى أن تاريخ القرية يعود إلى العهد الكنعاني وهذا يترتب عليه الكثير من الأمور ويترك للقارئ فرصة التساؤل عن الأماكن الاثريه في القرية، ومن هده الأماكن الخرب والكهوف «المغر» (المغارات).

### الخرب
تحيط بالقرية بعض الخرب والتي يعود تاريخ بعضها إلى عهد قديم والبعض الآخر إلى عهد حديث ومن هذه الخرب:
- خربة الجديدة: وتقع هذه الخربة إلى الشمال من القرية بالقرب من حدود قضاء بيسان وتحوي على أساسات البنية وأكوام الحجارة.
- خربة فقيقعة: تقع في الجهة الجنوبية من خربة الجديدة. وبها أبراج متهدمة ومقام الشيخ بركان، ولعل المعركة التي انتصر فيها الفلسطينيون على اليهود عام 1004 ق.م وقتل فيها طالوت وبنوه الثلاث كانت عند هذه الخربة.
- خربة برغشة: وتقع في ظاهر فقوعه. الجنوبي الغربي، وترتفع 300 متر عن سطح البحر وتوجد على أساسيات وبقايا حصن مربع وفي أركانه أبراج
- خربة الجوفة: فتقع شرقي البلد على حافة الجبال المطلة على الغور.

### المغارات
أما بالنسبة إلى الكهوف «المغر» فانه يوجد في القرية العديد منها والتي تنتشر في أغلب الأماكن، حيث كان يستخدمها السكان قديما لعدة أغراض والتي ما زال بعضها يستخدم حتى اليوم ومن هذه المغارات:
1. مغارة الكرم.
2. مغارة الشيخ علي.
3. مغارة العصيدة.
4. مغارة الخضور.
5. مغارة عواد.
6. مغارة العقاد.

## صاروخ حزب الله
في 2006/08/03 أثناء حرب لبنان الثانية سقط صاروخ حزب الله في منطقة قريبة من فقوعة تسمى الهجيج واحدث حفرة عميقة وكبيرة، وهذه أبعد نقطة تصلها صواريخ حزب الله في ذلك الوقت. وقد سقط أكثر من 230 صاروخ في داخل أراضي عام ثمانية وأربعين في ذلك اليوم.

## مواقع خارجية
- منتدى فقوعة
- مجلس قروي فقوعة نسخة محفوظة 28 سبتمبر 2008 على موقع واي باك مشين.
- فلسطين في الذاكرة/ فقوعة